# بخش بیتل (شهرستان کلارک، اوهایو)
بخش بیتل (به انگلیسی: Bethel Township) یک منطقهٔ مسکونی در ایالات متحده آمریکا است که در شهرستان کلارک، اوهایو واقع شده‌است.
 بخش بیتل ۹۸٫۷ کیلومتر مربع مساحت و ۱۸٬۵۲۳ نفر جمعیت دارد و ۲۶۷ متر بالاتر از سطح دریا واقع شده‌است.